# Hans Magnus Grepperud
Hans Magnus Grepperud (* 10. Mai 1958 in Oslo) ist ein ehemaliger norwegischer Ruderer, der eine olympische Bronzemedaille gewann. Bei Weltmeisterschaften erhielt er eine Goldmedaille und eine Bronzemedaille.

## Karriere
Der 1,95 m große Grepperud ruderte bei den Weltmeisterschaften 1979 im norwegischen Vierer ohne Steuermann, der den neunten Platz belegte.
Drei Jahre später bildete Grepperud einen Zweier ohne Steuermann zusammen mit Sverre Løken. Bei den Weltmeisterschaften 1982 in Luzern gewannen die Norweger mit fast drei Sekunden Vorsprung vor dem Boot aus der DDR, dahinter belegten die Niederländer den dritten Platz vor den Spaniern. Im Jahr darauf bei den Weltmeisterschaften 1983 in Duisburg siegte der Zweier aus der DDR vor dem Boot aus der Sowjetunion. Dahinter gewannen Grepperud und Løken die Bronzemedaille vor den Niederländern.
Bei den Olympischen Spielen 1984 in Los Angeles waren die Boote aus der DDR und aus der Sowjetunion wegen des Olympiaboykotts nicht dabei. Im Vorlauf gewannen die Norweger vor dem Boot aus Rumänien, im Halbfinale erreichten sie das Ziel vor dem Boot aus der Bundesrepublik Deutschland. Im Finale siegten die Rumänen vor den Spaniern. Drei Sekunden hinter den Spaniern erkämpften die Norweger die Bronzemedaille vor den Deutschen.